# Klassifizierung der Weine von Saint-Émilion

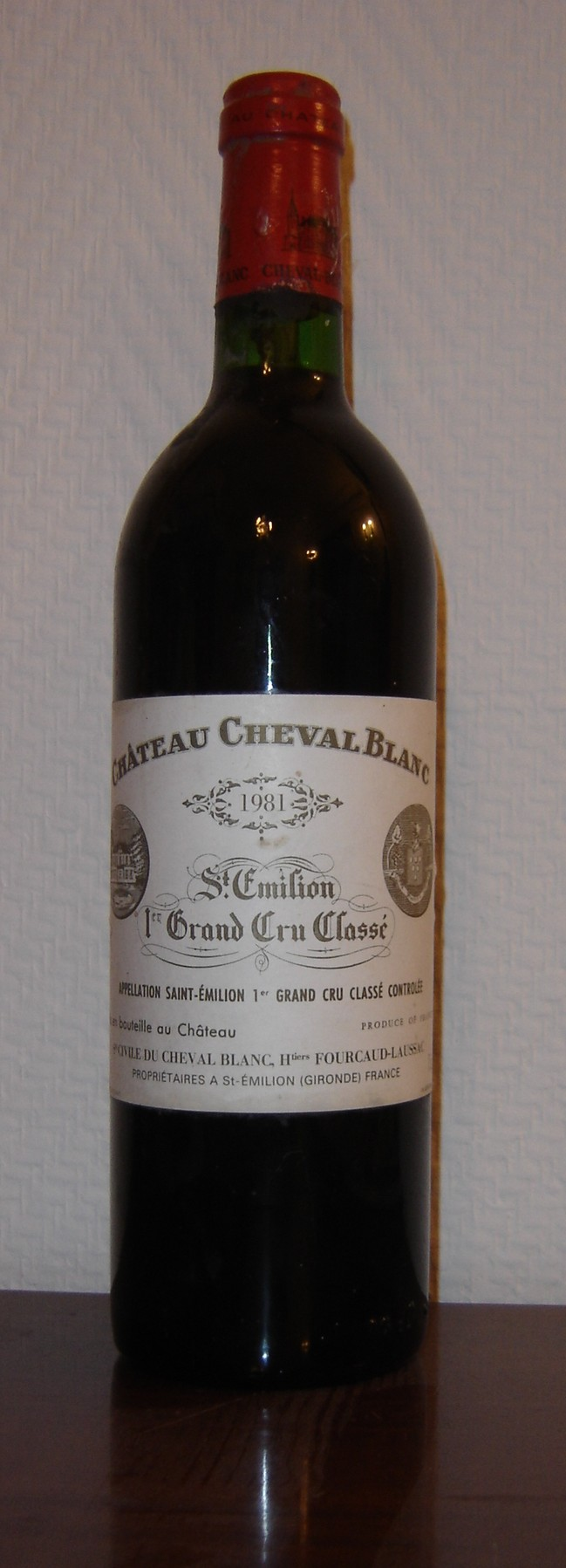
Flasche des Weinguts Château Cheval Blanc 1981, Etikett mit dem Verweis « 1er Grand Cru Classé ».

Die Klassifizierung der Weine von Saint-Émilion schlägt eine Hierarchie der Weine der Appellation Saint-Emilion-grand-cru vor, die es ermöglicht, auf dem Etikett die Bezeichnungen „Grand Cru Classé“, „Premier Grand Cru Classé“ oder „1er Grand Cru Classé“ hinzuzufügen. Es handelt sich um eine Klassifizierung der Weine der Appelation Saint-émilion-grand-cru und nicht der Crus der Appellation Saint-Émilion, für die es keine offizielle Klassifizierung gibt. Im Gegensatz zur einmalig festgelegten Bordeaux-Klassifizierung von 1855 (Klassifizierung, die sich nur auf Weine des linken Ufers der Garonne bezieht) wird sie alle zehn Jahre überarbeitet.
Die selektierten Weine der AOC Saint-Emilion Grand Cru werden in drei Stufen unterschieden:
1. Die Grands Crus Classés
2. Die 1er Grands Crus Classés B
3. Die 1er Grands Crus Classés A (höchste Stufe der Klassifizierung).

## Klassifizierung von 2022
Am 8. September 2022 veröffentlichte die INAO die neue Liste mit insgesamt 85 eingestuften Weingütern. 14 gehören der Stufe Premiers grands crus an. Die restlichen 71 Güter der Stufe Grands crus; die Einstufung ist voraussichtlich für die Jahrgänge 2022 bis 2031 gültig.
Insgesamt 144 Weingüter reichten zwischen März und Juni 2021 die entsprechenden Bewerbungsdossiers ein. Im Juni 2021 kündigten die Verantwortlichen Pierre Lurton und Pierre-Olivier Clouet der Weingüter Château Ausone und Château Cheval Blanc an, dass sie sich diesmal nicht für eine Auszeichnung bewerben würden. Sie kritisierten insbesondere, dass den Aspekten Tourismus und sozialen Netzwerken zu breiten Raum in der Bewertung gegeben wurde. Konsequenterweise hat die Familie Vauthier (Eigner von Ausone) ebenfalls beschlossen, Château La Clotte nicht mehr zur Wahl zu stellen. Am 5. Januar 2022 kündigte Château Angélus seinen Rückzug aus der bereits begonnenen Prozedur an. Somit verließen drei der vier Weingüter der höchsten Stufe PGCC 'A' von 2012 freiwillig die Klassifizierung. Auch für Château Quinault L’Enclos, im Besitz von Bernard Arnault und der Familie Frère, wurde keine Bewerbung eingereicht. Im Juni 2022 zog schließlich Château La Gaffelière seine eingereichte Bewerbung zurück.
3 Weingüter legten Einspruch gegen den Negativbescheid bei der Klassifizierung ein : Château Croix de Labrie, Château Tour Saint-Christophe und Château Rocheyron. Die beiden erstgenannten Güter konnten sich mit ihrem Einspruch im Dezember 2021 vor dem Verwaltungsgericht Bordeaux durchsetzen, während dem Einspruch des letztgenannten Guts im Februar 2022 nicht stattgegeben wurde.
| Château Figeac (seit 2022)                     | Château Pavie                    |                                     |
| Premier Grand Cru Classé 'B'                   |                                  |                                     |
| Château Beauséjour Duffau-Lagarrosse           | Château Beau-Séjour Bécot        | Château Bélair-Monange              |
| Château Canon                                  | Château Canon-La Gaffelière      | Clos Fourtet                        |
| Château Larcis Ducasse                         | La Mondotte                      | Château Pavie-Macquin               |
| Château Troplong Mondot                        | Château Trotte Vieille           | Château Valandraud                  |
| Grand Cru Classé                               |                                  |                                     |
| Château Badette (seit 2022)                    | Château Balestard la Tonnelle    | Château Barde-Haut                  |
| Château Bellefont-Belcier                      | Château Bellevue                 | Château Berliquet                   |
| Château Boutisse (seit 2022)                   | Château Cadet Bon                | Château Cap de Mourlin              |
| Château Chauvin                                | Château Clos de Sarpe            | Château Corbin                      |
| Château Corbin Michotte (1955–2012, seit 2022) | Château Côte de Baleau           | Château Croix de Labrie (seit 2022) |
| Château Dassault                               | Château Destieux                 | Château de Ferrand                  |
| Château de Pressac                             | Château Faugères                 | Château Fleur-Cardinale             |
| Château Fombrauge                              | Château Fonplégade               | Château Fonroque                    |
| Château Franc Mayne                            | Château Grand Corbin-Despagne    | Château Grand Corbin                |
| Château Grand Mayne                            | Château Guadet                   | Château Haut Sarpe                  |
| Château Jean Faure                             | Château Laniote                  | Château Larmande                    |
| Château Laroque                                | Château Laroze                   | Château la Commanderie              |
| Château la Confession                          | Château la Couspaude             | Château la Croizille (seit 2022)    |
| Château La Dominique                           | Château la Fleur Morange         | Château la Marzelle                 |
| Château la Serre                               | Château La Tour-Figeac           | Château Le Châtelet                 |
| Château le Prieuré                             | Château Mangot (seit 2022)       | Château Monbousquet                 |
| Château Montlabert (seit 2022)                 | Château Montlisse (seit 2022)    | Château Moulin du Cadet             |
| Château Péby Faugères                          | Château Petit Faurie de Soutard  | Château Ripeau                      |
| Château Rochebelle                             | Château Rol Valentin (seit 2022) | Château Saint Georges (Côte Pavie)  |
| Château Sansonnet                              | Château Soutard                  | Château Tour Baladoz (seit 2022)    |
| Château Tour Saint Christophe (seit 2022)      | Château Villemaurine             | Château Yon Figeac                  |
| Clos Badon Thunevin (seit 2022)                | Clos de l'Oratoire               | Clos des Jacobins                   |
| Clos Dubreuil (seit 2022)                      | Clos Saint-Julien (seit 2022)    | Clos Saint-Martin                   |
| Couvent des Jacobins                           | Château Lassègue (seit 2022)     |                                     |

## Auswahlkriterien
Die Kriterien und das Pflichtenheft für die Auswahl wurden seit der Einführung der Klassifizierung ständig angepasst, einige Grundwerte waren jedoch stets Teil der Bewertung: die Qualität und die Gleichmäßigkeit der Weine, die Methoden der Weingutsführung. Seit der letzten Klassifizierung im Jahr 2022 wurden zum Beispiel Aspekte der nachhaltigen Bewirtschaftung sowie der Präsenz in sozialen Medien hinzugefügt.
Weingüter, die an einer Bewertung zur Aufnahme in die Klassifizierung teilnehmen möchten können sich entweder für die Qualitätsstufe „Grand Cru Classé“ oder für die beiden Stufen „Grand Cru Classé“ und „Premier Grand Cru Classé“ bewerben. Wenn ein Kandidat die Klassifizierung „Premier Grand Cru Classé“ anstrebt, muss er 2 getrennte Dossiers einreichen. Mit der Einreichung der Dossiers sind von der INAO festgelegte Gebühren in Höhe von 12.000 € bzw. 14.000 € verbunden (Stand 2022).

### Bewerbungsunterlagen
Ein vollständiges Dossier enthält:
- ein Verzeichnis der aktuellen Grundbesitzverhältnisse des Betriebs sowie der in den letzten zehn Jahren vorgenommenen Änderungen und eine Beschreibung der betreffenden Parzellen;
- eine Verpflichtung, in den kommenden zehn Jahren - außer aus begründeten Anlässen und mit vorheriger Zustimmung der INAO - die Grundfläche des Weinbergs, aus dem die unter dem Namen des Cru Classé angebotenen Weine stammen, nicht zu verändern;
- über Weinkeller verfügen und sich verpflichten, diese ausschließlich für die Weinbereitung und den Ausbau der Weine aus den genannten Parzellen zu nutzen;
- ein Dokument, in dem der Bekanntheitsgrad des Betriebs, die Vertriebsmethoden der Weine, die Vermarktungspreise sowie die Mengen, die nationalen und internationalen Bewertungen, die Bewerbung des Standorts (Werbemaßnahmen, Pressemappen, Maßnahmen im Zusammenhang mit dem Weintourismus, Zugänglichkeit der Anlagen für die Öffentlichkeit usw.) dargelegt werden;
- die Liste der mit der Ursprungsbezeichnung „Saint-Emilion grand cru“ produzierten oder vermarkteten Mengen pro Marke, die mit dem Betrieb verbunden ist, der letzten zehn Jahre für „grands crus classés“ und der letzten fünfzehn Jahre für „premiers grands crus classés“. Ferner muss belegt werden, dass im gleichen Zeitraum mindestens 50 % der auf den klassifizierten Parzellen produzierten Weine der Einstufung entsprachen;
- ein Dokument mit einer Beschreibung der Weinkeller, der Anbaumethoden und der Umweltmaßnahmen des Betriebs;
- Nach einer ersten Bewertung der eingereichten Dossiers erfolgt die Verkostung der von der Jury festgelegten Jahrgänge. Die teilnehmenden Weingüter stellen dafür je Jahrgang 4 Flaschen à 0,75 l zur Verfügung. Bei Kandidaten der „grands crus classés“ Einstufung werden maximal 10 Jahrgänge eingefordert, für die „premiers grands crus classés“ Einstufung werden maximal 15 Jahrgänge bewertet. Falls ein Jahrgang von einem Kandidaten nicht eingereicht werden kann, wird dieser Jahrgang mit der Note 0 auf 20 bewertet. Die Jury behält sich das Recht vor, die Musterflaschen selbst beim Weingut auszusuchen. Die Bewertung erfolgt im Rahmen einer Horizontalverkostung, d. h. jahrgangsweise.

### Bewertungskriterien
- Regeln für die Einstufung zum « grand cru classé » :
1. Qualitätsniveau und Beständigkeit der Weine, beurteilt durch die Verkostung von Proben (50 % der Endnote); die niedrigste Verkostungsnote wird bei der Berechnung des Verkostungsdurchschnitts nicht berücksichtigt;
2. Bekanntheitsgrad national und/oder international, Aufwertung des Standorts (Werbemaßnahmen, Pressemappen, Maßnahmen im Zusammenhang mit dem Weintourismus, Zugänglichkeit des Weinguts für die Öffentlichkeit) und der Vertriebsmethoden (20 % der Endnote);
3. Charakterisierung des Betriebs, beurteilt anhand der Grundbesitzverhältnisse, der Homogenität der Anbaueinheiten und der topografischen und bodenkundlichen Analyse (20 % der Endnote);
4. Führung des Betriebs sowohl in Bezug auf den Weinbau als auch auf die Önologie, beurteilt unter Berücksichtigung des Sortenbestands, der Strukturierung und Führung des Weinbergs, der Rückverfolgbarkeit der Parzellen bei der Weinbereitung und der Bedingungen für die Weinbereitung und den Ausbau (10 % der Endnote);

Jeder Kandidat, dessen Endnote 14 von 20 Punkten oder mehr beträgt, wird für die Klassifizierung „Grand Cru Classé“ vorgeschlagen.
- Regeln für die Einstufung zum « premier grand cru classé » :
1. Für die Bewertung zum „Premier Grand Cru Classé“ werden nur Bewerbungen von Betrieben geprüft, die im ersten Bewertungsteil zum „Grand Cru Classé“ erfolgreich abgeschnitten haben. Neben den zusätzlichen 5 Jahrgangsbewertungen erfolgt eine Neugewichtung der Kriterien.
2. Qualitätsniveau und Beständigkeit der Weine, beurteilt anhand der hervorragenden Ergebnisse der Verkostung und der Alterungsfähigkeit (50 % der Endnote); die niedrigste Verkostungsnote wird bei der Berechnung des Verkostungsdurchschnitts nicht berücksichtigt;
3. Bekanntheitsgrad national und/oder international, Aufwertung des Standorts (Werbemaßnahmen, Pressemappen, Maßnahmen im Zusammenhang mit dem Weintourismus, Zugänglichkeit des Weinguts für die Öffentlichkeit) und der Vertriebsmethoden (35 % der Endnote);
4. Charakterisierung des Betriebs, beurteilt anhand der Grundbesitzverhältnisse, der Homogenität der Anbaueinheiten und der topografischen und bodenkundlichen Analyse (10 % der Endnote);
5. Führung des Betriebs sowohl in Bezug auf den Weinbau als auch auf die Önologie, beurteilt unter Berücksichtigung des Sortenbestands, der Strukturierung und Führung der Weinberge, der Rückverfolgbarkeit der Parzellen bei der Weinbereitung und der Bedingungen für die Weinbereitung und den Ausbau (5 % der Endnote).

Jeder Kandidat, dessen Endnote 16 von 20 Punkten oder mehr beträgt, wird für die Klassifizierung „Premier Grand Cru Classé“ vorgeschlagen.
Die Kommission kann den für die Bezeichnung „Premier Grand Cru Classé“ vorgeschlagenen Weinen unter Berücksichtigung ihres Bekanntheitsgrades und ihrer Alterungsfähigkeit die Auszeichnung A oder B verleihen.

## Geschichte
Die erste Klassifizierung erfolgte in den Jahren 1954 und 1955, ziemlich genau 100 Jahre nach der Bordeauxwein-Klassifizierung 1855. Die Weinbauorganisation von Saint-Émilion (Conseil des vins de Saint-Émilion genannt) traf den entsprechenden Entschluss im Jahr 1954. Die entsprechenden Vorarbeiten liefen bereits seit den 1930er Jahren. Seit ihrer Einführung wurde diese Klassifizierung siebenmal publiziert: 1958, 1969, 1986 (die Zehnjahresfrist wurde nicht eingehalten), 1996, 2006, 2012 und zuletzt im September 2022. Bereits im Jahr 1969 zeichnete sich der hohe Vermartungswert der Klassifizierung ab. Die maximal auszuzeichnenden Weingüter wurde daher im Jahr 1984 auf 90 begrenzt.
Infolge einer intensiven juristischen Auseinandersetzung über die Klassifizierung des Jahres 2006 wurden die Regeln für die Bewertung geändert. sodass sie nun unter der Autorität des INAO stattfindet. Unter dieser Behörde wurde die Klassifizierung von 2012 mit insgesamt 82 Weingütern erstellt, die nach zehnmonatiger Arbeit der Klassifizierungskommission unter der Schirmherrschaft des INAO, des Ministère de l’Agriculture und der Direction générale de la Concurrence, de la Consommation et de la Répression des fraudes, einer Abteilung des Ministeriums für Wirtschaft und Finanzen veröffentlicht wurde. Die Gültigkeit der Bewertung wurde ferner von dem externen Zertifizierungsbüro Bureau Veritas attestiert.

### Klassifizierung im Jahr 1955 – Veröffentlichung im Jahr 1958
Im Jahr 1955 wurden insgesamt 75 Weingüter klassifiziert. 11 Château kamen in den Genuss der beiden höchsten Auszeichnungen, 64 Güter wurden als Grand Cru Classé eingestuft.
| Klassifizierung 1955                            | Klassifizierung 1955                               | Klassifizierung 1955          | Klassifizierung 1955 |
| Premier Grand Cru Classé 'A'                    |                                                    |                               |                      |
| ----------------------------------------------- | -------------------------------------------------- | ----------------------------- | -------------------- |
| Château Ausone                                  | Château Cheval Blanc                               |                               |                      |
| Premier Grand Cru Classé 'B'                    |                                                    |                               |                      |
| Château Beauséjour Fagouet                      | Château Bélair-Monange                             | Château Canon                 |                      |
| Château Figeac                                  | Clos Fourtet                                       | Château La Gaffelière         |                      |
| Château Magdelaine                              | Château Pavie                                      | Château Trotte Vieille        |                      |
| Grand Cru Classé                                |                                                    |                               |                      |
| Château Angélus                                 | Château Balestard la Tonnelle                      | Château Bellevue              |                      |
| Château Bergat                                  | Château Cadet Bon                                  | Château Cadet Piola           |                      |
| Château Canon-La Gaffelière                     | Château Cap de Mourlin                             | Château Chapelle de Madeleine |                      |
| Château Chauvin                                 | Château Corbin                                     | Château Corbin Michotte       |                      |
| Château Coutet (Saint-Émilion)                  | Château Croque Michotte                            | Château Curé Bon              |                      |
| Château Fonplégade                              | Château Fonroque                                   | Château Franc Mayne           |                      |
| Château Château Grand Barrail Lamarzelle Figeac | Château Grand Corbin                               | Château Grand Corbin-Despagne |                      |
| Château Grand Mayne                             | Château Grand Pontet                               | Château Grandes Murailles     |                      |
| Château Guadet Saint Julien                     | Château Jean Faure                                 | Château La Carte              |                      |
| Château La Clotte                               | Château La Clusière                                | Château La Couspaude          |                      |
| Château La Dominique                            | Château La Serre                                   | Château La Tour-Figeac        |                      |
| Château La Tour du Pin Figeac (Giraud-Bélivier) | Château La Tour du Pin Figeac (Jean-Pierre Moueix) | Château Lamarzelle            |                      |
| Château Laniote                                 | Château Larcis Ducasse                             | Château Larmande              |                      |
| Château Laroze                                  | Château Le Châtelet                                | Château le Couvent            |                      |
| Château le Prieuré                              | Château Mauvezin                                   | Château Moulin du Cadet       |                      |
| Château Pavie-Decesse                           | Château Pavie-Macquin                              | Château Pavillon Cadet        |                      |
| Château Petit Faurie de Souchard                | Château Petit Faurie de Soutard                    | Château Ripeau                |                      |
| Château Saint Georges (Côte Pavie)              | Château Sansonnet                                  | Château Soutard               |                      |
| Château Tertre Daugay                           | Château Trimoulet                                  | Château Trois Moulins         |                      |
| Château Troplong Mondot                         | Château Villemaurine                               | Château Yon Figeac            |                      |
| Château l'Arrosée                               | Clos La Madeleine                                  | Clos Saint-Martin             |                      |
| Clos des Jacobins                               |                                                    |                               |                      |

### Klassifizierung des Jahres 1969
Im Jahr 1969 wurden insgesamt 84 Weingüter klassifiziert. 12 Château kamen in den Genuss der beiden höchsten Auszeichnungen, 72 Güter wurden als Grand Cru Classé eingestuft.
| Klassifizierung 1969                            | Klassifizierung 1969                               | Klassifizierung 1969                     | Klassifizierung 1969 |
| Premier Grand Cru Classé 'A'                    |                                                    |                                          |                      |
| ----------------------------------------------- | -------------------------------------------------- | ---------------------------------------- | -------------------- |
| Château Ausone                                  | Château Cheval Blanc                               |                                          |                      |
| Premier Grand Cru Classé 'B'                    |                                                    |                                          |                      |
| Château Beauséjour Duffau-Lagarrosse            | Château Beauséjour Fagouet                         | Château Bélair-Monange                   |                      |
| Château Canon                                   | Château Figeac                                     | Clos Fourtet                             |                      |
| Château La Gaffelière                           | Château Magdelaine                                 | Château Pavie                            |                      |
| Château Trotte Vieille                          |                                                    |                                          |                      |
| Grand Cru Classé                                |                                                    |                                          |                      |
| Château Angélus                                 | Château Baleau                                     | Château Balestard la Tonnelle            |                      |
| Château Bellevue                                | Château Bergat                                     | Château Cadet Bon                        |                      |
| Château Cadet Piola                             | Château Canon-La Gaffelière                        | Château Cap de Mourlin (J. Capdemourlin) |                      |
| Château Cap de Mourlin (R. Capdemourlin)        | Château Chapelle de Madeleine                      | Château Chauvin                          |                      |
| Château Corbin                                  | Château Corbin Michotte                            | Château Coutet (Saint-Émilion)           |                      |
| Château Croque Michotte                         | Château Curé Bon                                   | Château Dassault                         |                      |
| Château Faurie de Souchard                      | Château Fonplégade                                 | Château Fonroque                         |                      |
| Château Franc Mayne                             | Château Grand Barrail Lamarzelle Figeac            | Château Grand Corbin                     |                      |
| Château Grand Corbin-Despagne                   | Château Grand Mayne                                | Château Grand Pontet                     |                      |
| Château Grandes Murailles                       | Château Guadet Saint Julien                        | Château Haut Corbin                      |                      |
| Château Haut Sarpe                              | Château Jean Faure                                 | Château La Carte                         |                      |
| Château La Clotte                               | Château La Clusière                                | Château La Couspaude                     |                      |
| Château La Dominique                            | Château La Serre                                   | Château La Tour-Figeac                   |                      |
| Château La Tour du Pin Figeac (Giraud-Bélivier) | Château La Tour du Pin Figeac (Jean-Pierre Moueix) | Château Lamarzelle                       |                      |
| Château Laniote                                 | Château Larcis Ducasse                             | Château Larmande                         |                      |
| Château Laroze                                  | Château Le Châtelet                                | Château le Couvent                       |                      |
| Château le Prieuré                              | Château Matras                                     | Château Mauvezin                         |                      |
| Château Moulin du Cadet                         | Château Pavie-Decesse                              | Château Pavie-Macquin                    |                      |
| Château Pavillon Cadet                          | Château Petit Faurie de Soutard                    | Château Ripeau                           |                      |
| Château Saint Georges (Côte Pavie)              | Château Sansonnet                                  | Château Soutard                          |                      |
| Château Tertre Daugay                           | Château Trimoulet                                  | Château Trois Moulins                    |                      |
| Château Troplong Mondot                         | Château Villemaurine                               | Château Yon Figeac                       |                      |
| Château l'Arrosée                               | Clos La Madeleine                                  | Clos Saint-Martin                        |                      |
| Clos de l'Oratoire                              | Clos des Jacobins                                  | Couvent des Jacobins                     |                      |

### Klassifizierung des Jahres 1986
Im Jahr 1986 wurden insgesamt 74 Weingüter in die Klassifizierung aufgenommen. Davon erhielten 11 Güter die höchste Auszeichnung und 63 Bewerber wurden als Grands crus classé eingestuft.
| Klassifizierung 1986                               | Klassifizierung 1986                    | Klassifizierung 1986                            | Klassifizierung 1986 |
| Premier Grand Cru Classé 'A'                       |                                         |                                                 |                      |
| -------------------------------------------------- | --------------------------------------- | ----------------------------------------------- | -------------------- |
| Château Ausone                                     | Château Cheval Blanc                    |                                                 |                      |
| Premier Grand Cru Classé 'B'                       |                                         |                                                 |                      |
| Château Beauséjour Duffau-Lagarrosse               | Château Bélair-Monange                  | Château Canon                                   |                      |
| Château Figeac                                     | Clos Fourtet                            | Château La Gaffelière                           |                      |
| Château Magdelaine                                 | Château Pavie                           | Château Trotte Vieille                          |                      |
| Grand Cru Classé                                   |                                         |                                                 |                      |
| Château Angélus                                    | Château Balestard la Tonnelle           | Château Beau-Séjour Bécot                       |                      |
| Château Bellevue                                   | Château Bergat                          | Château Berliquet                               |                      |
| Château Cadet Piola                                | Château Canon-La Gaffelière             | Château Cap de Mourlin                          |                      |
| Château Chauvin                                    | Château Corbin                          | Château Corbin Michotte                         |                      |
| Château Croque Michotte                            | Château Curé Bon                        | Château Dassault                                |                      |
| Château Faurie de Souchard                         | Château Fonplégade                      | Château Fonroque                                |                      |
| Château Franc Mayne                                | Château Grand Barrail Lamarzelle Figeac | Château Grand Corbin                            |                      |
| Château Grand Corbin-Despagne                      | Château Grand Mayne                     | Château Grand Pontet                            |                      |
| Château Guadet Saint Julien                        | Château Haut Corbin                     | Château Haut Sarpe                              |                      |
| Château La Clotte                                  | Château La Clusière                     | Château La Dominique                            |                      |
| Château La Serre                                   | Château La Tour-Figeac                  | Château La Tour du Pin Figeac (Giraud-Bélivier) |                      |
| Château La Tour du Pin Figeac (Jean-Pierre Moueix) | Château Lamarzelle                      | Château Laniote                                 |                      |
| Château Larcis Ducasse                             | Château Larmande                        | Château Laroze                                  |                      |
| Château Le Châtelet                                | Château le Prieuré                      | Château Matras                                  |                      |
| Château Mauvezin                                   | Château Moulin du Cadet                 | Château Pavie-Decesse                           |                      |
| Château Pavie-Macquin                              | Château Pavillon Cadet                  | Château Petit Faurie de Soutard                 |                      |
| Château Ripeau                                     | Château Saint Georges (Côte Pavie)      | Château Sansonnet                               |                      |
| Château Soutard                                    | Château Tertre Daugay                   | Château Trimoulet                               |                      |
| Château Troplong Mondot                            | Château Villemaurine                    | Château Yon Figeac                              |                      |
| Château l'Arrosée                                  | Clos La Madeleine                       | Clos Saint-Martin                               |                      |
| Clos de l'Oratoire                                 | Clos des Jacobins                       | Couvent des Jacobins                            |                      |

### Klassifizierung des Jahres 1996
Im Jahr 1996 wurden insgesamt 68 Weingüter eingestuft. Davon erhielten 13 Güter die höchste Auszeichnung und 55 Bewerber wurden als Grands crus classé eingestuft.
| Klassifizierung 1996          | Klassifizierung 1996                            | Klassifizierung 1996                               | Klassifizierung 1996 |
| Premier Grand Cru Classé 'A'  |                                                 |                                                    |                      |
| ----------------------------- | ----------------------------------------------- | -------------------------------------------------- | -------------------- |
| Château Ausone                | Château Cheval Blanc                            |                                                    |                      |
| Premier Grand Cru Classé 'B'  |                                                 |                                                    |                      |
| Château Angélus               | Château Beauséjour Duffau-Lagarrosse            | Château Beau-Séjour Bécot                          |                      |
| Château Bélair-Monange        | Château Canon                                   | Château Figeac                                     |                      |
| Clos Fourtet                  | Château La Gaffelière                           | Château Magdelaine                                 |                      |
| Château Pavie                 | Château Trotte Vieille                          |                                                    |                      |
| Grand Cru Classé              |                                                 |                                                    |                      |
| Château Balestard la Tonnelle | Château Bellevue                                | Château Bergat                                     |                      |
| Château Berliquet             | Château Cadet Bon                               | Château Cadet Piola                                |                      |
| Château Canon-La Gaffelière   | Château Cap de Mourlin                          | Château Chauvin                                    |                      |
| Château Corbin                | Château Corbin Michotte                         | Château Curé Bon                                   | Château Dassault     |
| Château Faurie de Souchard    | Château Fonplégade                              | Château Fonroque                                   |                      |
| Château Franc Mayne           | Château Grand Mayne                             | Château Grand Pontet                               |                      |
| Château Guadet Saint Julien   | Château Haut Corbin                             | Château Haut Sarpe                                 |                      |
| Château La Clotte             | Château La Clusière                             | Château La Couspaude                               |                      |
| Château La Dominique          | Château La Marzelle                             | Château La Serre                                   |                      |
| Château La Tour-Figeac        | Château La Tour du Pin Figeac (Giraud-Bélivier) | Château La Tour du Pin Figeac (Jean-Pierre Moueix) |                      |
| Château Laniote               | Château Larcis Ducasse                          | Château Larmande                                   |                      |
| Château Laroque               | Château Laroze                                  | Château le Prieuré                                 |                      |
| Château les Grandes Murailles | Château Matras                                  | Château Moulin du Cadet                            |                      |
| Château Pavie-Decesse         | Château Pavie-Macquin                           | Château Petit Faurie de Soutard                    |                      |
| Château Ripeau                | Château Saint Georges (Côte Pavie)              | Château Soutard                                    |                      |
| Château Tertre Daugay         | Château Troplong Mondot                         | Château Villemaurine                               |                      |
| Château Yon Figeac            | Château l'Arrosée                               | Clos Saint-Martin                                  |                      |
| Clos de l'Oratoire            | Clos des Jacobins                               | Couvent des Jacobins                               |                      |

### Klassifizierung des Jahres 2006
Im Jahr 2006 wurden insgesamt 61 Weingüter klassifiziert. 15 Güter wurden als premiers grands crus und 46 Güter als grands crus eingestuft. 2 Weingüter stiegen zum premier grand cru classé B auf und 6 Weingüter wurden erstmals als grand cru classé eingestuft.
| Klassifizierung 2006          | Klassifizierung 2006                 | Klassifizierung 2006      | Klassifizierung 2006 |
| Premier Grand Cru Classé 'A'  |                                      |                           |                      |
| ----------------------------- | ------------------------------------ | ------------------------- | -------------------- |
| Château Ausone                | Château Cheval Blanc                 |                           |                      |
| Premier Grand Cru Classé 'B'  |                                      |                           |                      |
| Château Angélus               | Château Beauséjour Duffau-Lagarrosse | Château Beau-Séjour Bécot |                      |
| Château Bélair-Monange        | Château Canon                        | Château Figeac            |                      |
| Clos Fourtet                  | Château La Gaffelière                | Château Magdelaine        |                      |
| Château Pavie                 | Château Pavie-Macquin                | Château Troplong Mondot   |                      |
| Château Trotte Vieille        |                                      |                           |                      |
| Grand Cru Classé              |                                      |                           |                      |
| Château Balestard la Tonnelle | Château Bergat                       | Château Berliquet         |                      |
| Château Cadet Piola           | Château Canon-La Gaffelière          | Château Cap de Mourlin    |                      |
| Château Chauvin               |                                      |                           |                      |
| Château Corbin                | Château Corbin Michotte              | Château Dassault          |                      |
| Château Destieux              | Château Fleur-Cardinale              | Château Fonplégade        |                      |
| Château Fonroque              | Château Franc Mayne                  | Château Grand Corbin      |                      |
| Château Grand Corbin-Despagne | Château Grand Mayne                  | Château Grand Pontet      |                      |
| Château Haut Corbin           | Château Haut Sarpe                   | Château La Clotte         |                      |
| Château La Couspaude          | Château La Dominique                 | Château La Serre          |                      |
| Château La Tour-Figeac        | Château Laniote                      | Château Larcis Ducasse    |                      |
| Château Larmande              | Château Laroque                      | Château Laroze            |                      |
| Château le Prieuré            | Château les Grandes Murailles        | Château Matras            |                      |
| Château Monbousquet           | Château Moulin du Cadet              | Château Pavie-Decesse     |                      |
| Château Ripeau                | Château Saint Georges (Côte Pavie)   | Château Soutard           |                      |
| Château l'Arrosée             | Clos Saint-Martin                    | Clos de l'Oratoire        |                      |
| Clos des Jacobins             | Couvent des Jacobins                 |                           |                      |

Deklassiert wurden 2006 gegenüber 1996 die Châteaux Bellevue, Cadet-Bon, Faurie de Souchard, Guadet Saint-Julien, La Marzelle, Petit-Faurie-de-Soutard, Tertre Daugay, beide La Tour du Pin-Figeac (Giraud-Belivier und Moueix), Villemaurine und Yon-Figeac.
Darüber hinaus wurde Château La Clusière Teil von Château Pavie, und Château Curé Bon La Madeleine gehörte inzwischen zu Château Canon.

#### Juristische Auseinandersetzung nach der Klassifizierung von 2006
Die Einstufung von 2006 entwickelte sich zu einer juristischen Schlammschlacht. Am 29. März 2007 wurde die Klassifizierung zunächst vom Verwaltungsgericht Bordeaux für nichtig erklärt, jedoch im November des gleichen Jahres vom französischen Staatsrat wieder eingesetzt. Gegen die Entscheidung des Staatsrates legten 8 Weingüter Berufung ein. Daraufhin annullierte das Verwaltungsgericht von Bordeaux am 1. Juli 2008 die Einstufung von 2006 abermals. Durch diese erneute Annullierung sah sich der französische Senat gezwungen, die Klassifizierung von 1996 um weitere 3 Jahre bis 2009 zu verlängern. Den Weingütern wurde erlaubt, die Klassifizierung auf dem Etikett zu erwähnen; jegliche Werbemaßnahmen über das Internet wurden jedoch untersagt.
Die vom Verwaltungsgericht Bordeaux beschlossene Annullierung der Klassifizierung wurde zunächst am 12. März 2009 vom Appellationshof von Bordeaux und in letzter Instanz vom Staatsrat am 23. Dezember 2011 bestätigt.
Nach zwei vom Verfassungsgerichtshof im Dezember 2008 und Februar 2009 gekippten Versuchen ergänzte das Parlament jedoch mit einem Gesetz vom 12. Mai 2009 die vom Sénat 2008 ergriffene Initiative, indem es die Geltungsdauer der Klassifizierung von 1996 bis 2011 verlängerte. Die Verwendung der Bezeichnungen „Grand Cru Classé“ (Châteaux Bellefont-Belcier, Destieux, Fleur Cardinale, Grand Corbin, Grand Corbin-Despagne und Monbousquet) und „Premier Grand Cru Classé“ (Châteaux Pavie-Macquin und Troplong-Mondot) wurde für die acht Güter erlaubte, die 2006 von der Verbesserung der Einstufung profitiert hätten.
In der Folge wurde für die Klassifizierung 2012 eine neue Vorgehensweise beschlossen und die Bewertung der Weingüter durch die nationale INAO durchführen zu lassen. Die neue Klassifizierung wurde am 6. September 2012 durch die INAO veröffentlicht und im November des gleichen Jahres durch die Publikation im Staatsblatt bestätigt.

### Klassifizierung des Jahres 2012
Im Jahr 2012 wurden insgesamt 82 Weingüter in die Klassifizierung aufgenommen. Davon erhielten 18 Güter die höchste Auszeichnung und 64 Bewerber wurden als Grands crus classé eingestuft. 2 neue Weingüter erhielten die höchste Auszeichnung, 4 neue Weingüter erhielten die Auszeichnung premiers grands crus classés B und 9 Weingüter fanden Aufnahme in die Klassifizierung. Die Klassifizierung wurde in ihrer vorläufigen Version am 6. September 2012 vom INAO vorgeschlagen; dieser Vorschlag wurde schließlich durch die Veröffentlichung im Staatsblatt Journal officiel rechtsgültig.
Pierre Carle, Eigner von Château Croque-Michotte initiierte erfolglos einen Rechtsstreit gegen die Klassifizierung von 2012. Zusammen mit den Eigentümern der Châteaux La Tour du Pin Figeac und Corbin-Michotte reichte er eine rechtliche Beschwerde bei der Gerichtsbarkeit in Bordeaux ein und machte Schadensersatzansprüche geltend. Den drei Gütern wurde der Grand Cru Classé Status aberkannt.
Im Jahr 2013 wurde die 2012 erstellte Klassifizierung aufgrund von Fehlern und Verstößen gegen die Vorschriften mehrfach für ungültig erklärt. Im selben Jahr klagten drei Winzer, denen die Klassifizierung aberkannt wurde, wegen unrechtmässer Interessenvertretung gegen X. Beklagt wurde, dass Hubert de Boüard, Eigentümer von Château Angélus Vorsitzender der Klassifizierungskommission sei und somit befangen sei. Im Oktober 2021 verurteilte ein Gericht de Boüard zu einer Geldstrafe von mehreren 10'000 Euro.
| Klassifizierung 2012                 | Klassifizierung 2012          | Klassifizierung 2012            | Klassifizierung 2012 |
| Premier Grand Cru Classé 'A'         |                               |                                 |                      |
| ------------------------------------ | ----------------------------- | ------------------------------- | -------------------- |
| Château Angélus                      | Château Ausone                | Château Cheval Blanc            |                      |
| Château Pavie                        |                               |                                 |                      |
| Premier Grand Cru Classé 'B'         |                               |                                 |                      |
| Château Beauséjour Duffau-Lagarrosse | Château Beau-Séjour Bécot     | Château Bélair-Monange          |                      |
| Château Canon                        | Château Canon-La Gaffelière   | Château Figeac                  |                      |
| Clos Fourtet                         | Château La Gaffelière         | Château Larcis Ducasse          |                      |
| La Mondotte                          | Château Pavie-Macquin         | Château Troplong Mondot         |                      |
| Château Trotte Vieille               | Château Valandraud            |                                 |                      |
| Grand Cru Classé                     |                               |                                 |                      |
| Château Balestard la Tonnelle        | Château Barde-Haut            | Château Bellefont-Belcier       |                      |
| Château Bellevue                     | Château Berliquet             | Château Cadet Bon               |                      |
| Château Cap de Mourlin               | Château Chauvin               | Château Clos de Sarpe           |                      |
| Château Corbin                       | Château Côte de Baleau        | Château Dassault                |                      |
| Château Destieux                     | Château de Ferrand            | Château de Pressac              |                      |
| Château Faugères                     | Château Faurie de Souchard    | Château Fleur-Cardinale         |                      |
| Château Fombrauge                    | Château Fonplégade            | Château Fonroque                |                      |
| Château Franc Mayne                  | Château Grand Corbin-Despagne | Château Grand Corbin            |                      |
| Château Grand Mayne                  | Château Grand Pontet          | Château Guadet                  |                      |
| Château Haut Sarpe                   | Château Jean Faure            | Château Laniote                 |                      |
| Château Larmande                     | Château Laroque               | Château Laroze                  |                      |
| Château la Clotte                    | Château la Commanderie        | Château la Couspaude            |                      |
| Château La Dominique                 | Château la Fleur Morange      | Château la Madelaine            |                      |
| Château la Marzelle                  | Château la Serre              | Château La Tour-Figeac          |                      |
| Château Le Châtelet                  | Château le Prieuré            | Château les Grandes Murailles   |                      |
| Château l'Arrosée                    | Château Monbousquet           | Château Moulin du Cadet         |                      |
| Château Pavie-Decesse                | Château Péby Faugères         | Château Petit Faurie de Soutard |                      |
| Château Quinault l'Enclos            | Château Ripeau                | Château Rochebelle              |                      |
| Château Saint Georges (Côte Pavie)   | Château Sansonnet             | Château Soutard                 |                      |
| Château Tertre Daugay                | Château Villemaurine          | Château Yon Figeac              |                      |
| Clos Saint-Martin                    | Clos de l'Oratoire            | Clos des Jacobins               |                      |
| Couvent des Jacobins                 |                               |                                 |                      |